# Werner Bergmann
Werner Bergmann (Hildburghausen, 1912. december 25.–Hildburghausen, 1963. október 20.) NDK nemzetközi labdarúgó-játékvezető.

## Pályafutása

### Nemzeti játékvezetés
Ellenőreinek, sportvezetőinek javaslatára lett az I. Liga játékvezetője. A nemzeti játékvezetéstől 1963-ban halálával vonult vissza.

#### Nemzeti kupamérkőzések
Vezetett kupadöntők száma: 3.

##### Keletnémet labdarúgókupa
Az NDK JB elismerve szakmai felkészültségét, több alkalommal is megbízta a döntő találkozó koordinálásával.
| Időpont            | Helyszín                        | Mérkőzés típusa   | Mérkőzés                 | Eredmény | Nézők száma |
| ------------------ | ------------------------------- | ----------------- | ------------------------ | -------- | ----------- |
| 1958. december 14. | Max Reimann Stadion, Cottbus    | döntő             | SC Einheit–SC Lokomotive | 2 : 1    | 15 000      |
| 1959. december 13. | Bruno Plache Stadion, Lipcse    | megismételt döntő | SC Dinamo–SC Wismut      | 3 : 2    | 8 000       |
| 1960. október 7.   | Ernst Grubbe Stadion, Magdeburg | döntő             | SC Motor–SC Empor        | 3 : 2    | 10 000      |

### Nemzetközi játékvezetés
Az NDK labdarúgó-szövetség (FDGB) Játékvezető Bizottsága (JB) 1958-ban terjesztette fel nemzetközi játékvezetőnek. A FIFA JB központi nyelvei közül a németet beszélte. Több válogatott és nemzetközi klubmérkőzést vezetett, vagy működő társának partbíróként segített. A NDK nemzetközi játékvezetők rangsorában, a világbajnokság-Európa-bajnokság sorrendjében többedmagával a 9. helyet foglalja el 2 találkozó szolgálatával. Az aktív nemzetközi játékvezetéstől 1963-ban búcsúzott.

#### Labdarúgó-Európa-bajnokság
Az európai-labdarúgó torna döntőjéhez vezető úton Franciaországba az I., az 1960-as labdarúgó-Európa-bajnokságra és Spanyolországba az II., az 1964-es labdarúgó-Európa-bajnokságra az UEFA JB játékvezetőként foglalkoztatta.

##### 1960-as labdarúgó-Európa-bajnokság

###### Európa-bajnoki mérkőzés
| Időpont         | Helyszín              | Mérkőzés típusa    | Mérkőzés          | Eredmény | Nézők száma |
| --------------- | --------------------- | ------------------ | ----------------- | -------- | ----------- |
| 1959. május 20. | Ullevål Stadion, Oslo | egyik nyolcaddöntő | Norvégia–Ausztria | 0 : 1    | 27 566      |

##### 1964-es labdarúgó-Európa-bajnokság

###### Selejtező mérkőzés
| Időpont           | Helyszín             | Mérkőzés típusa | Mérkőzés            | Eredmény | Nézők száma |
| ----------------- | -------------------- | --------------- | ------------------- | -------- | ----------- |
| 1962. november 4. | Malmö Stadion, Malmö | előselejtező    | Svédország–Norvégia | 1 : 1    | 8 726       |

#### A magyar labdarúgó-válogatott mérkőzései (1902–1929)
| Időpont            | Helyszín             | Mérkőzés típusa | Mérkőzés                   | Eredmény | Nézők száma |
| ------------------ | -------------------- | --------------- | -------------------------- | -------- | ----------- |
| 1960. november 13. | Népstadion, Budapest | barátságos      | Magyarország–Lengyelország | 4 : 1    | 40 000      |